# Noah Penda
Noah Penda (* 7. Januar 2005 in Paris) ist ein französischer Basketballspieler.

## Werdegang
Penda, der in Bondy im Département Seine-Saint-Denis aufwuchs, begann seine Basketballlaufbahn beim Verein BC Fontenay, anschließend spielte er bei Villemomble Sports und dann beim Levallois Sporting Club.
2020 wechselte er ans Nachwuchsleistungszentrum INSEP. Von 2022 bis 2024 spielte er für den Zweitligisten Jeanne d'Arc Vichy Basket. In der Saison 2023/24 wurde Penda als bester Nachwuchsspieler der zweiten französischen Liga ausgezeichnet. Im Sommer 2024 nahm er ein Angebot des Erstligisten Le Mans Sarthe Basket an. Im Februar 2025 verpasste er krankheitsbedingt Le Mans’ Sieg im französischen Ligapokal Leaders Cup. Penda erhielt in der ersten französischen Liga die Auszeichnung als bester Nachwuchsspieler der Saison 2024/25.
Die Boston Celtics wählten ihn an 32. Stelle des NBA-Draftverfahrens 2025 aus, gaben die Rechte an dem Franzosen aber sofort an den Ligakonkurrenten Orlando Magic ab.

### Nationalmannschaft
2022 wurde Penda mit der französischen U17-Nationalmannschaft Dritter der Weltmeisterschaft dieser Altersklasse. Ein Jahr später kam Silber bei der U19-WM hinzu. 2024 gewann Penda mit Frankreich die U20-Europameisterschaft.